# Formigine
Formigine är en stad och en kommun i provinsen Modena i regionen Emilia-Romagna, Italien. Kommunen hade 34 559 invånare (2018) och gränsar till kommunerna Casalgrande, Rubiera, Castelnuovo Rangone, Castelvetro di Modena, Fiorano Modenese, Maranello, Modena och Sassuolo. Invånarna kallas formiginesi, eller också pinellesi. 